# Brownworth
Brownworth är en sjö i Antarktis. Den ligger i Östantarktis. Nya Zeeland gör anspråk på området. Brownworth ligger 350 meter över havet.